# Амлайб мак Ситрик
Амлайб Мак Ситрик (Олаф Сигтриггссон) (ум. 1034) — скандинавско-гэльский король Островов, сын дублинского короля Сигтригга Шелкобородого (ок. 970—1042) и Слэйн инген Бриайн, дочери верховного короля Ирландии Бриана Бору. Представитель династии Уи Имар (дом Ивара). Его дедом и бабкой были король Дублина Амлайб Кваран и Гормлет инген Мурхада. Погиб в Англии во время своего паломничества в Рим в 1034 году. Некоторые из потомков стали позднее королями Гвинеда в Уэльсе.

## Биография
Амлайб (Олаф) был сыном дублинского короля Сигтригга Шелкобородого (ум. 1042) и Слэйн ингем Бриайн, дочери короля Мунстера и верховного короля Ирландии Бриана Бору (ум. 1014). Его дедом по отцовской линии был Амлайб Кваран (ум. 981), король Дублина и Йорка. Женой Амлайба (Олафа) Кварана была ирландская принцесса Гормлет инген Мурхада, которая позднее стала супругой Бриана Бору.
Амлайб имел четырех сводных братьев: Арталах (ум. 999), Олейф (ум. 1013), Годфри (ум. 1036) и Глуниарайн (ум. 1031). Олаф был убит в отместку за сожжение Корка, Глуниарайн погиб в королевстве Южная Брега в 1031 году, Годфри погиб в Уэльсе.
В 1027 году дублинский король Сигтригг Шелкобородый заключил новый союз с ирландским королевством Брега. Амлайб с отцовским отрядом участвовал в походе короля Доннхада Уа Дуйна из Бреги (1017—1027) на королевство Миде. Войско Сигтригга и Доннхада потерпело поражение от короля Миде Роэна мак Муйрхертайга (1025—1027). Ситрик Шёлкобородый участвовал на стороне короля Бреги против короля Миде в битве при Ликблау, где погибли Роэн и Доннхад.
В 1029 году Амлайб (Олаф) был захвачен в плен новым королём Бреги Матгамайном Уа Риакайном (1027—1032). Дублинский король вынужден был выплатить большой выкуп за освобождение своего сына из плена.
Анналы четырёх мастеров сообщают, что Амлайб Мак Ситрик был убит англосаксами во время путешествия в Рим в 1034 году.
Амлайб мак Ситрик был женат на дочери, короля Лейнстера Дунланг мак Туатала (ум. 1014), от которой у него была единственная дочь Рагнхильд, которая стала матерью Грифида ап Кинана, от которого происходили короли Гвинеда.